# Евангелическая церковь (Боммерн)
Евангелическая церковь в Боммерне (нем. Evangelische Kirche Bommern) — протестантская церковь, расположенная в районе Боммерн вестфальского города Виттен; неоготический зальный храм, расположенный на холме, был построен из бутового камня по проекту билефельдского архитектора Герхарда Фишера в период с 1892 по 1893 год; является памятником архитектуры.

## История и описание
Первоначально христиане в Боммерне были тесно связаны с церковью в Венгерне (сегодня — район города Веттер, район Эннепе-Рур), но в 1543 году они обратились к учению Лютера. К концу XIX века среди прихожан в Боммерне усиливалось желание построить собственную церковь, но церковная администрации отказывалась одобрить проект. В итоге, около двух сотен прихожан вышли из местного прихода и в 1890 году утвердили проект нового здания, которое было открыто 15 ноября 1893 года. Неоготический зальный храм (Stufenhalle), неф которого разделён на три травеи, был построен из бутового камня по проекту архитектора Герхарда Августа Фишера в период с 1892 по 1893 год. Вход (портал) в храм располагается в главной башне, окруженной двумя другими башенками. Башня-колокольня располагает тремя стальными колоколами, созданными «Bochumer Verein für Bergbau und Gußstahlfabrikation» (BVG) в 1924 году.
В 2010 году здание храма было полностью отреставрировано и подверглось некоторой перепланировке — так чтобы здание имело возможность проводить не только церковные службы, но и другие мероприятия.